# Farmersville (Kalifornien)
Farmersville ist eine Stadt im Tulare County im US-Bundesstaat Kalifornien, Vereinigte Staaten. Das U.S. Census Bureau hat bei der Volkszählung 2020 eine Einwohnerzahl von 10.397 ermittelt. Das Stadtgebiet hat eine Größe von 4,9 km².